# Капелькин, Сергей Михайлович
Сергей Михайлович Капелькин (11 марта (26 февраля) 1911, Москва, Российская империя — 1969, Москва, РСФСР, СССР) — советский футболист, центральный, левый крайний и полусредний нападающий.
В чемпионатах СССР выступал за московские клубы «Металлург» (1938—1939) и ЦДКА (1939—1941). Единственный футболист в истории чемпионатов СССР и России, сделавший хет-трики в трёх матчах подряд — в 1938 году в домашних играх против «Динамо» Киев (20 августа, 3:2), «Буревестника» Москва (28 августа, 8:1) и «Динамо» Одесса (8 сентября, 6:2). Также 27 июня 1940 года в аннулированном позже матче ЦДКА — «Локомотив» Тбилиси (6:0) забил четыре (по другим данным — пять) мячей.
В 1947—1948 и 1949 годах был старшим тренером ВВС. В начале 1950-х — адъютант Василия Сталина.

## Достижения
- Двукратный бронзовый призёр чемпионата СССР (1938, 1940)
- В списке 55 лучших футболистов СССР — под № 4 в 1938 году.